# Raipur
Raipur (em hindi:  रायपुर) é a cidade capital do estado de Chhattisgarh, na Índia central. Raipur está situada perto do centro de uma grande planície, conhecida como "tigela de arroz da Índia", onde centenas de variedades de arroz são cultivadas. A leste da cidade corre o rio Mahanadi e a sul há bosques densos. A sul de Raipur fica o planalto de Baster. A sua área é de 226 km² e tem mais de 1 125 000 habitantes.
Raipur está a 299 m de altitude. Tem um clima tropical com estação seca.

## Economia
A sua principal economia provém da agricultura, comercio e mineração. Raipur é uma das cidades mais ricas e importantes do mercado de ferro, com certa de 200 instalações de laminação de aço, 195 fábricas, mais de 6 siderurgias, 500 agro-indústrias.
Raipur tem vindo a crescer enormemente como local de concentração de escolas e universidades de grande prestígio.
A cidade dispõe de aeroporto. É ainda importante nó ferroviário, na linha Mumbai-Haora.